# Fort Déroulède
Le Feste Kameke, rebaptisé fort Déroulède par les Français en 1919, est un ouvrage militaire situé près de Metz. Il fait partie de la première ceinture fortifiée des forts de Metz et connut son baptême du feu, fin 1944, lors de la bataille de Metz.

## Contexte historique
La première ceinture fortifiée de Metz se compose des forts de Saint-Privat (1870), de Queuleu (1867), des Bordes (1870), de Saint-Julien (1867), Gambetta, Déroulède, Decaen, de Plappeville (1867) et du Saint-Quentin (1867), la plupart inachevés ou simplement à l’état de projet en 1870, lorsque la Guerre Franco-prussienne éclate. Pendant l’Annexion, Metz, dont la garnison allemande oscillera entre 15 000 et 20 000 hommes au début de la période, et dépassera 25 000 hommes avant la Première Guerre mondiale, devient progressivement la première place forte du Reich allemand.

## Construction et aménagements
Le Feste Kameke est conçu dans l’esprit des « forts détachés », concept développé par Hans Alexis von Biehler en Allemagne. Le but était de former une enceinte discontinue autour de Metz faite de forts d’artillerie espacés d’une portée de canons. 
Le fort est construit par les ingénieurs allemands entre 1876 et 1879.

## Affectations successives
À partir de 1890, la relève dans les forts est assurée par les troupes du XVIe Corps d’Armée stationnées à Metz et à Thionville. Investi par l’armée française en 1919, le fort Kameke est rebaptisé « fort Déroulède ». Il est repris en 1940 par les Allemands. L’armée allemande occupe le fort de 1940 à 1944. Après la guerre, le fort est repris par l’armée française. Jusqu’en 2002, le fort sert de dépôt d’armes chimiques, bombes ou obus non explosés, au phosgène ou à l’ypérite, datant principalement de la Première Guerre mondiale. Le fort Déroulède est aujourd’hui désaffecté.

## Seconde Guerre mondiale
Début septembre 1944, au début de la bataille de Metz, le commandement allemand l’intègre au dispositif défensif mis en place autour de Metz. Le 2 septembre 1944, Metz est en effet déclarée forteresse du Reich par Hitler. La place forte doit donc être défendue jusqu’à la dernière extrémité par les troupes allemandes, dont les chefs ont tous prêté serment au Führer. Le lendemain, 3 septembre 1944, les troupes du général Krause prennent position sur une ligne allant de Pagny-sur-Moselle à Mondelange, en passant à l’Ouest de Metz par Chambley, Mars-la-Tour, Jarny et Briey. Après un premier repli opéré le 6 septembre 1944, les lignes allemandes s’appuient maintenant solidement sur les forts de Metz.
L’offensive américaine, lancée le 7 septembre 1944 sur la ligne ouest des forts de Metz tourne court. Les troupes américaines s’arrêtent finalement sur la Moselle, malgré la prise de deux têtes de ponts au sud de Metz. Buttant contre des forts mieux défendus qu’elles ne le pensaient, les troupes américaines sont maintenant à bout de souffle. Le général McLain, en accord avec le général Walker, décide de suspendre les attaques, en attendant de nouveaux plans de l’état-major de la 90e Infantry Division. Lorsque les hostilités reprennent, après un mois pluvieux, les soldats de la 462e Volks-Grenadier-Division tiennent toujours solidement les forts de Metz, même si les ravitaillements se font plus difficilement, sous les tirs d’artillerie et des bombardements fréquents.
Le 9 novembre 1944, en guise de prélude à l’offensive sur Metz, pas moins de 1 299 bombardiers lourds B-17 et B-24 déversent 3 753 tonnes de bombes, de 1 000 à 2 000 livres, sur les ouvrages fortifiés et les points stratégiques situés dans la zone de combat de la IIIe armée. La plupart des bombardiers ayant largué leurs bombes sans visibilité, à plus de 20 000 pieds, les objectifs sont souvent manquées. À Metz, les 689 chargements de bombes destinés à frapper sept des forts de Metz désignés comme des cibles prioritaires, ne font que des dégâts collatéraux. À Thionville et à Sarrebruck, le résultat est aussi peu concluant, prouvant une fois de plus l’inadéquation des bombardements massifs sur des objectifs fortifiés. Le 15 novembre 1944, par un matin humide et froid, le 377e Infantry Regiment de la 95e division américaine, parti de Maizières-lès-Metz, entre au nord de Metz dans Woippy, avant d’être stoppé par des tirs provenant des forts Déroulède (Kameke), Gambetta (Hindersin), et Saint-Julien (Manteuffel). Face à eux, des hommes du 1515e Grenadier-Regiment « Stössel » de la 462e Volks-Grenadier-Division, renforcés par une compagnie de réserve du 38e SS-Panzergrenadier Regiment, opposent une résistance désespérée. Le 17 novembre 1944, tous les forts du secteur nord-ouest de Metz tenus par des troupes allemandes sont encerclés. Le 21 novembre 1944, le 377e Infantry Régiment de la 95e division américaine investit l’ancien fort Kameke.
Le fort Jeanne-d’Arc fut le dernier des forts de Metz à se rendre. La résistance allemande, déterminée, les intempéries et les inondations, inopportunes, ainsi qu’une tendance générale à mésestimer la puissance de feu des fortifications de Metz, ont contribué à ralentir l’offensive américaine, donnant l’occasion à l’armée allemande de se retirer en bon ordre vers la Sarre. L’objectif de l’état-major allemand, qui était de gagner du temps en fixant le plus longtemps possible les troupes américaines en avant de la ligne Siegfried, sera donc largement atteint.